# 니시무로 류키
니시무로 류키(일본어: 西室 隆規, 1993년 6월 2일 ~ )는 일본의 축구 선수이다.

## 구단 경력
그는 2016년부터 2017년까지 J리그의 카탈레 도야마에서 활동하였다.